# 大高忍
大高忍（日语：／ Ōtaka Shinobu；1983年5月9日—）是日本東京都出身的女性漫画家，血型是B型，星座是金牛座。

## 經歷
大高忍在2004年於青年漫畫雜誌《YOUNG GANGAN》創刊號發表《地上最强新娘》，並以職業漫畫家的身份出道。該作亦是《YOUNG GANGAN》連載作品中、最初動畫化的。2009年她從《YOUNG GANGAN》移籍到《週刊少年Sunday》。並在同誌2009年27号（6月17日發售）發表她移籍後、最初的作品《魔奇少年》，該作品已于2017年秋完结。

## 作品

### 連載漫畫
- 《地上最强新娘》（《YOUNG GANGAN》2004年創刊号－2009年4号，史克威尔艾尼克斯，全12卷）[2]
  - 《地上最强新娘 GUIDE BOOK》（史克威尔艾尼克斯）
- 《魔奇少年》（《週刊少年Sunday》2009年27号－2017年46号，小學館，全37卷）
  - 《MAGI魔奇少年前傳 辛巴達的冒險》（《週刊少年Sunday》2013年23号－30号→《裏Sunday（日语：裏サンデー）》2013年9月18日－2018年5月2日，大寺義史作画）
- 《ORIENT 東方少年》（《週刊少年Magazine》2018年26号－，講談社，已刊19卷）

### 單篇漫畫
- 《地上最强新娘》（《YOUNG GANGAN》2004年3月增刊GANGAN YG壹号，史克威尔艾尼克斯）
- 《地上最强新娘特別篇－製作孩子的解禁日!?》（《YOUNG GANGAN》2007年4月号，史克威尔艾尼克斯）
- 《地上最强新娘特別篇－早苗1/2》（《增刊BIG GANGAN》Vol.01，史克威尔艾尼克斯）
- 《まなみ センセイション》（《增刊BIG GANGAN》Vol.02，史克威尔艾尼克斯）
- 《地上最强新娘特別篇－黑咖啡與進太郎》（《增刊BIG GANGAN》Vol.03，史克威尔艾尼克斯）

### 電視動畫
- BACK ARROW：人物原案

## 外部連結
- WEB Sunday 漫畫家BACKSTAGE 大高忍 （页面存档备份，存于）
- otakashinobu的部落格